# Кинла
Кинла (фр. Cunlhat) насеље је и општина у централној Француској у региону Оверња, у департману Пиј де Дом која припада префектури Амбер.
По подацима из 2011. године у општини је живело 1293 становника, а густина насељености је износила 43,76 становника/km². Општина се простире на површини од 29,55 km². Налази се на средњој надморској висини од 700 метара (максималној 1.014 m, а минималној 540 m).

## Демографија
| 1962. | 1968. | 1975. | 1982. | 1990. | 1999. | 2011. |
| ----- | ----- | ----- | ----- | ----- | ----- | ----- |
| 1.409 | 1.429 | 1.408 | 1.416 | 1.411 | 1.350 | 1.293 |

График промене броја становника у току последњих година